# Кита (город в Мали)
Кита (фр. Kita) — город на юго-западе Мали, в области Каес.

## Общая информация
Станция на сенегальско-нигерской железной дороге. Кита лежит на восточном склоне горы Кита, известной своими наскальными рисунками. Город вырос в 1990-х годах в ходе развития здесь хлопкоперерабатывающей промышленности, однако с тех пор эта отрасль пришла в упадок. Высота города над уровнем моря — 320 м.

## Население
По данным на 2013 год численность населения города составляла 8230 человек. Население коммуны Кита по данным на 2009 год составляет 48 957 человек.
Динамика численности населения города по годам:
| 1998 | 2013  |
| ---- | ----- |
| 4811 | 8 230 |

## Климат
| Показатель                    | Янв. | Фев. | Март | Апр. | Май  | Июнь  | Июль  | Авг.  | Сен.  | Окт. | Нояб. | Дек. | Год   |
| ----------------------------- | ---- | ---- | ---- | ---- | ---- | ----- | ----- | ----- | ----- | ---- | ----- | ---- | ----- |
| Средний суточный максимум, °C | 33,1 | 36,1 | 38,2 | 39,5 | 38,8 | 34,8  | 31,1  | 30,1  | 31,3  | 33,7 | 34,9  | 32,9 | 34,6  |
| Средняя температура, °C       | 25,9 | 28,5 | 30,9 | 32,3 | 32,3 | 29,0  | 26,6  | 25,4  | 26,3  | 27,3 | 26,5  | 25,3 | 28,1  |
| Средний суточный минимум, °C  | 17,9 | 20,7 | 23,5 | 25,6 | 25,9 | 23,6  | 22,0  | 21,6  | 21,4  | 21,1 | 18,4  | 17,4 | 21,6  |
| Норма осадков, мм             | 0,0  | 0,4  | 0,5  | 12,1 | 40,5 | 141,4 | 205,0 | 282,6 | 188,2 | 64,0 | 5,1   | 0,8  | 940,6 |
| Источник:                     |      |      |      |      |      |       |       |       |       |      |       |      |       |

## Известные уроженцы
- Масса Макан Диабате (1938–1988) — малийский писатель и драматург
- Секу Койта (род. 1999) —  малийский футболист, нападающий сборной Мали и московского клуба ЦСКА

## Города-побратимы
- Марли-ле-Руа, Франция (1984 год)[4]